# Ophiomyia lacertosa
Ophiomyia lacertosa este o specie de muște din genul Ophiomyia, familia Agromyzidae, descrisă de Spencer în anul 1973.
Este endemică în Florida. Conform Catalogue of Life specia Ophiomyia lacertosa nu are subspecii cunoscute.